# Leapmotor C11
 (janvier 2021).
Le Leapmotor C11 est un SUV multisegment électrique de taille moyenne qui est produit par la start-up chinoise de véhicules électriques Leapmotor depuis 2021.

## Aperçu
Le SUV électrique de taille moyenne à 3 rangées Leapmotor C11 a été dévoilé au salon de l'automobile de Guangzhou 2020 en décembre. Le C11 coûtera de 160 000 ¥ à 200 000 ¥ et sera le troisième véhicule commercialisé par Leapmotor lors de sa mise en vente sur le marché chinois en 2021. Leapmotor prévoit de vendre le C11 en Europe d'ici 2022.

## Caractéristiques
Le Leapmotor C11 utilise une batterie de 90 kW avec 536 CV et 350 miles d'autonomie et est construit sur une plate-forme Qualcomm Snapdragon 8155. Le C11 dispose de trois écrans de tableau de bord et de 7 sièges. Les fonctionnalités supplémentaires du C11 incluent la connexion Bluetooth, la reconnaissance faciale, le réglage personnalisé adaptatif, un système de purification de l'air intelligent et 12 caméras pour une vue panoramique 2,5D à 360 degrés.
Le C11 utilise le Lingxin 01, une puce qui permet la conduite autonome de niveau 3 et le stationnement en libre-service et combine l'utilisation avec la puce Apple A1. Les deux puces permettent l'utilisation de l'assistance à la conduite intelligente ADAS.

## Leapmotor C-More

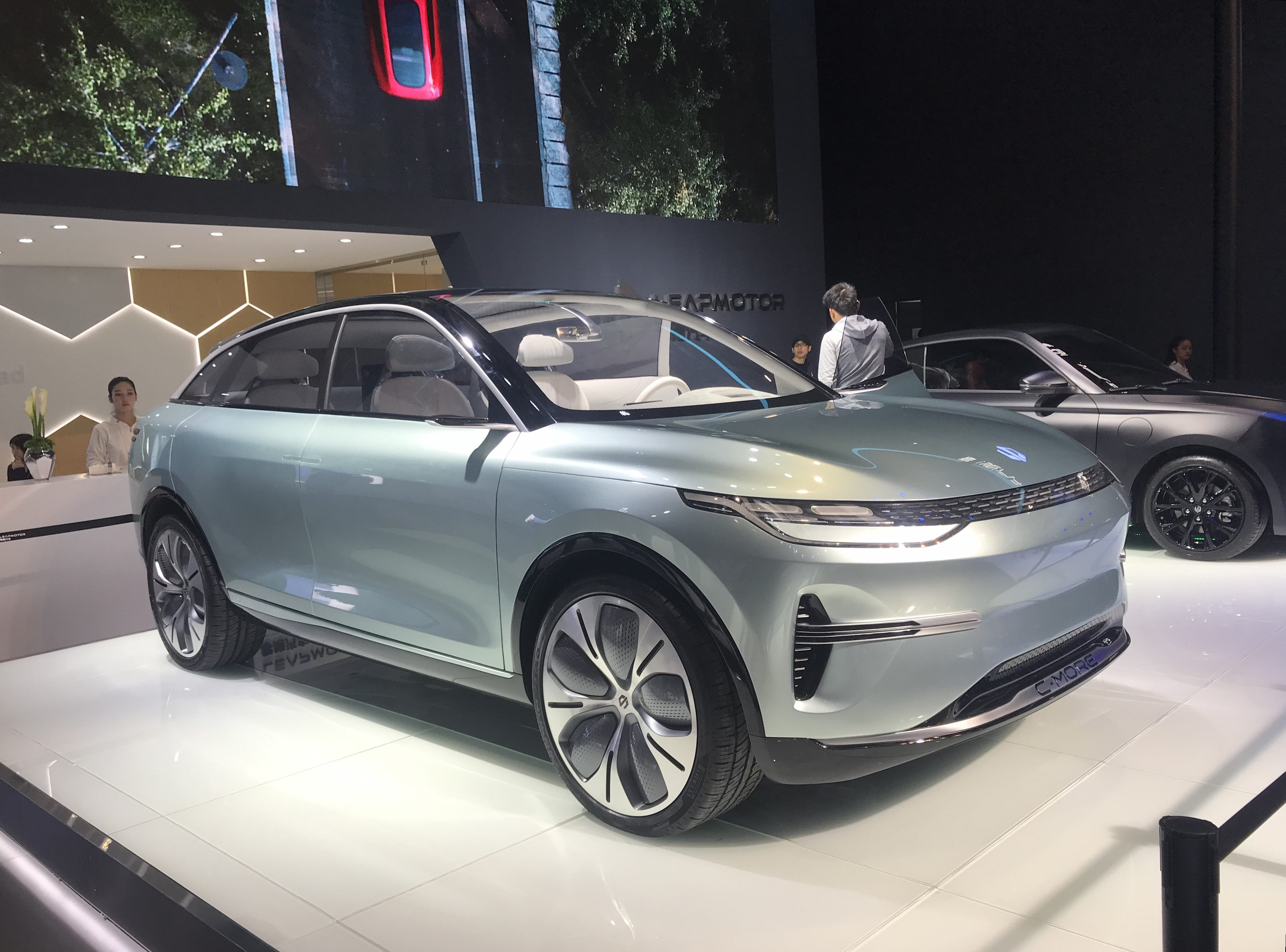
Concept Leapmotor C-More

Le Leapmotor C-More est un concept de SUV électrique de taille moyenne présenté au Salon de l'automobile de Shanghai 2019 qui présentait un aperçu du modèle de production C11, qui conserve de nombreux éléments de conception du concept. Contrairement au C11, le C-More a des portes suicides. Leapmotor a expliqué que le nom «C-More» signifie «voir plus» (see more en anglais). L'intérieur dispose d'un HUD de 8 pouces et d'un écran multimédia de 15 pouces.